# Tebanco
Tebanco är en ort i Mexiko.   Den ligger i kommunen Tuxpan och delstaten Veracruz, i den sydöstra delen av landet, 240 km nordost om huvudstaden Mexico City. Tebanco ligger 40 meter över havet och antalet invånare är 311.
Terrängen runt Tebanco är platt. Runt Tebanco är det ganska tätbefolkat, med 65 invånare per kvadratkilometer. Närmaste större samhälle är Cazones de Herrera, 7,6 km sydost om Tebanco. Trakten runt Tebanco består till största delen av jordbruksmark.